# Reinhold Ohngemach
Reinhold Ohngemach (* 20. September 1943 in Stuttgart) ist ein deutscher Schauspieler und Hörspielsprecher.

## Leben
Nach einer Ausbildung zum Landvermesser absolvierte Reinhold Ohngemach seinen Wehrdienst, danach arbeitete er unter anderem als LKW-Fahrer und Bademeister. Von 1965 bis 1968 nahm er Unterricht an einer privaten Schauspielschule in Stuttgart, deren Besuch er sich als Bühnenarbeiter am Staatstheater Stuttgart finanzierte, wo er auch seine ersten Rollen erhielt. Neben Polittheater (unter anderem von Nicolaus A. Huber „Schauplätze der Revolution“ in Witten 1974) spielte Ohngemach in der Zeit auch am Theater der Altstadt und am Theater Ulm. Danach hatte er diverse Engagements, unter anderem am Schauspielhaus Düsseldorf unter der Intendanz von Karl-Heinz Stroux, an der Württembergischen Landesbühne Esslingen oder bei den Ruhrfestspielen sowie von 2004 bis 2006 erneut am Staatstheater Stuttgart, wo er auch heute noch gelegentlich gastweise auftritt. Wiederholt wurde Ohngemach auch von Friedrich Schirmer verpflichtet, so in dessen Zeit als Chefdramaturg an den Städtischen Bühnen Dortmund und später als Intendant an den Theatern in Freiburg und Esslingen. Auch mit Beginn seiner erneuten Intendanzzeit in Esslingen im Jahr 2014 holte Schirmer Reinhold Ohngemach wiederum an die Württembergische Landesbühne.
Seit Beginn der 1990er Jahre steht Ohngemach auch hin und wieder vor der Kamera, so in einigen Episoden der Reihe Tatort, in Serien wie Tiere bis unters Dach und SOKO Stuttgart oder in dem auf wahren Begebenheiten beruhenden Fernsehfilm Drei Tage im April. Daneben ist Ohngemach auch ein vielbeschäftigter Sprecher in Hörspielen, häufig in Mundartproduktionen des Südwestfunks.

## Filmografie
- 1990: Pfarrerin Lenau
- 1994: Tatort – Der schwarze Engel
- 1995: Drei Tage im April
- 1998: Tierarzt Dr. Engel – Das Gerücht
- 1999: Viehjud Levi
- 1999: Tatort – Bienzle und die blinde Wut
- 2000: Fabrixx (Folge 7)
- 2000: Vom Küssen und vom Fliegen
- 2001: Tierarzt Dr. Engel – Was für ein Zirkus
- 2003: Tatort – Bienzle und der Taximord
- 2004: Ein Gauner Gottes
- 2005: Der Brand (Kurzfilm)
- 2009: Die Frau, die im Wald verschwand
- 2010: SOKO Stuttgart – Stallorder
- 2010: Ein Praktikant fürs Leben
- 2011: Tiere bis unters Dach – Bienenstich
- 2013: Robin Hood
- 2013: Der Diener (Kurzfilm)
- 2013–2014: Die Kirche bleibt im Dorf (4 Folgen)
- 2015: Chocolate Darwin (Animationsfilm)
- 2016: Der Opa wohnt jetzt im Himmel (Kurzfilm)

## Hörspiele (Auswahl)
- 1975: 1525 – dran dran dran! – Autor: Yaak Karsunke – Regie: Roland Gall
- 1982: Der tolle Bomberg. Eine nostalgische Komödie – Autor: Harald Mueller – Regie: Kurt Reginbogin
- 1984: Carmilla – Autor: Joseph Sheridan Le Fanu – Regie: Heinz Wilhelm Schwarz
- 1987: Einstand – Autor: Iván Mándy – Regie: Raoul Wolfgang Schnell
- 1993: Heiße Spur im Wasser – Autor: Egon Gramer – Regie: Helga Siegle
- 1994: Die Affäre Schlumpf – Autor und Regie: Klaus Amann
- 1995: Die Hutmaschine – Autor: Jürgen Jonas – Regie: Helga Siegle
- 1998: Langsam abfließendes Wasser – Autor: Wilhelm Genazino – Regie: Ulrich Lampen
- 2000: Einbruch ins Labor – Autor: Felix Huby – Regie: Susanne Hinkelbein
- 2003: Das schwarz-rot-goldige Mariele oder Die Umleitung
- 2004: Schnaken – und andere Raubvögel – Autorin: Andrea Noll – Regie: Susanne Hinkelbein
- 2004: Das Stuttgarter Hutzemännlein – Autor: Eduard Mörike – Regie: Susanne Hinkelbein
- 2005: Die Post im Dorf lasse! – Autor: Martin Schleker – Regie: Helga Siegle
- 2007: Der Konkurrent – Autor: Friedrich Alfred Schiler – Regie: Helga Siegle
- 2009: Distelhäupter – Autorin: Andrea Noll – Regie: Günter Maurer
- 2011: Beweislast – Autor: Manfred Bomm – Regie: Günter Maurer
- 2012: En de Wechseljohr – Phönix aus der Asche – Autorin: Andrea Noll – Regie: Susanne Hinkelbein
- 2012: Das Mädchen am Fenster – Autorin: Carin Chilvers – Regie: Maria Ohmer
- 2013: D'Gsälzbrot-Theorie – Autorin: Andrea Noll – Regie: Susanne Hinkelbein
- 2013: Zeppelin in Amerika – Autor: Felix Huby – Regie: Günter Maurer
- 2014: Gedanken lesen – Autor: Bernd Storz – Regie: Susanne Hinkelbein
- 2015: Der Flößer – Autor: Jochen Schimmang – Regie: Maria Ohmer
- 2015: Die Weiber von Schorndorf – Autoren: Felix Huby und Boris Pfeiffer – Regie: Susanne Hinkelbein
- 2017: Pussimobil – Autorin: Helga Bürster – Regie: Susanne Hinkelbein
- 2017: Bist du’s oder bist du’s nicht – Autoren: Hartwin Gromes und Felix Huby – Regie: Günter Maurer